# Comuna de Imielno
Imielno (polaco: Gmina Imielno) é uma gminy (comuna) na Polónia, na voivodia de Santa Cruz e no condado de Jędrzejowski. A sede do condado é a cidade de Imielno.
De acordo com os censos de 2004, a comuna tem 4618 habitantes, com uma densidade 45,9 hab/km².

## Área
Estende-se por uma área de 100,6 km², incluindo:
- área agricola: 82%
- área florestal: 9%

## Demografia
Dados de 30 de Junho 2004:
|                      | Total   | Total | Mulheres | Mulheres | Homens  | Homens |
| -------------------- | ------- | ----- | -------- | -------- | ------- | ------ |
|                      | pessoas | %     | pessoas  | %        | pessoas | %      |
| População            | 4618    | 100   | 2337     | 50,6     | 2281    | 49,4   |
| Densidade (pop./km²) | 45,9    | 100   | 23,2     | 23,2     | 22,7    | 22,7   |

De acordo com dados de 2005, o rendimento médio per capita ascendia a 1539,77 zł.

## Subdivisões
- Bełk, Borszowice, Dalechowy, Dzierszyn, Grudzyny, Helenówka, Imielnica, Imielno, Jakubów, Karczunek, Kawęczyn, Mierzwin, Motkowice, Opatkowice Drewniane, Opatkowice Murowane, Opatkowice Pojałowskie, Opatkowice Cysterskie, Rajchotka, Sobowice, Stawy, Wygoda, Zegartowice.

## Comunas vizinhas
- Jędrzejów, Kije, Michałów, Pińczów, Sobków